# リバース・カーフ・レイズ
リバース・カーフ・レイズ (reverse calf raise) は、ウエイトトレーニングの種目の一つ。下腿の前側にある前脛骨筋の筋肥大を促し、筋力を高めることができる。
腓腹筋やヒラメ筋と合わせて鍛えるとふくらはぎの筋肉の力強いバネが生み出されるようになる。

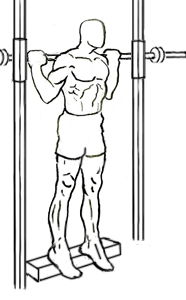
スミスマシン・リバース・カーフ・レイズ (スタート)

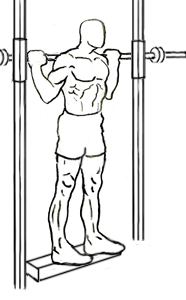
スミスマシン・リバース・カーフ・レイズ (フィニッシュ)

## 具体的動作

### リバース・カーフ・レイズ
1. 段差やバーベルのプレートの端に、両足の踵だけが乗るようにして立つ。身体を安定させるために固定された物体に掴まるなどする。
2. 爪先を十分に下げ、前脛骨筋をストレッチさせる。
3. 息を吐きながら足首を曲げて爪先を上げていく。
4. 前脛骨筋が十分に収縮するのを感じ取ったら息を吸いながら元の姿勢に戻る。
5. 2 - 4を繰り返す。

### スミスマシン・リバース・カーフ・レイズ
1. 段差やバーベルのプレートの端に、両足のかかとだけが乗るようにして立つ。首の後ろにスミスマシンのバーを担ぐ。
2. 爪先を十分に下げ、前脛骨筋をストレッチさせる。
3. 息を吐きながら足首を曲げて爪先を上げていく。
4. 前脛骨筋が十分に収縮するのを感じ取ったら息を吸いながら元の姿勢に戻る。
5. 2 - 4を繰り返す。

### ワンレッグ・リバース・カーフ・レイズ
1. 段差やバーベルのプレートの端に、片足のかかとだけが乗るようにして立つ。身体を安定させるために固定された物体に掴まるなどする。
2. 爪先を十分に下げ、前脛骨筋をストレッチさせる。
3. 息を吐きながら足首を曲げて爪先を上げていく。
4. 前脛骨筋が十分に収縮するのを感じ取ったら息を吸いながら元の姿勢に戻る。
5. 2 - 4を繰り返す。反対の脚も同様に行う。

### ダンベル・ワンレッグ・リバース・カーフ・レイズ
1. 段差やバーベルのプレートの端に、片足のかかとだけが乗るようにして立つ。鍛える脚と同じ側の手にダンベルを持つ。身体を安定させるために固定された物体に掴まるなどする。
2. 爪先を十分に下げ、前脛骨筋をストレッチさせる。
3. 息を吐きながら足首を曲げて爪先を上げていく。
4. 前脛骨筋が十分に収縮するのを感じ取ったら息を吸いながら元の姿勢に戻る。
5. 2 - 4を繰り返す。反対の脚も同様に行う。

### スミスマシン・ワンレッグ・リバース・カーフ・レイズ
1. 段差やバーベルのプレートの端に、片足のかかとだけが乗るようにして立つ。首の後ろにスミスマシンのバーを担ぐ。
2. 爪先を十分に下げ、前脛骨筋をストレッチさせる。
3. 息を吐きながら足首を曲げて爪先を上げていく。
4. 前脛骨筋が十分に収縮するのを感じ取ったら息を吸いながら元の姿勢に戻る。
5. 2 - 4を繰り返す。反対の脚も同様に行う。